# Bengt Andersson (bildningskonsulent)
Bengt Holger Sigmund Andersson, född 5 januari 1922 i Överkalix församling, Norrbotten, död 27 augusti 1997 i Nederluleå församling, Norrbotten, var en svensk bildningskonsulent.
Andersson, som var son till hemmansägare Arvid Andersson och Matilda Andersson, studerade vid Tornedalens lantmannaskola 1939–1940 och vid Hvilans folkhögskola 1940–1941. Han blev instruktör i Norrbottens distrikt av Jordbrukare-Ungdomens Förbund (JUF) 1940, riksinstruktör vid JUF i Stockholm 1946 och var bildningskonsulent i Norrbottens bildningsförbund 1953–1987. Han var styrelseledamot i Luleå arbetarekommun från 1961, ledamot av socialdemokraternas tjänstemannaråd från 1962, ledamot av förbundsstyrelsen för Samfundet för hembygdsvård 1956–1963, Folkbildningsförbundet och Folkbildningsorganisationernas föreläsningsbyrå från 1962, ledamot av nämnden för finskspråkig verksamhet från 1960, generalsekreterare i Nordkalottens kulturråd från 1962 och sekreterare i Föreningen Norrbottensfrämjandet från 1955.
Andersson var även ledare för försöksverksamheten med Rikskonserter i Norrbotten, invaldes som ledamot nr 822 av Kungliga Musikaliska Akademien den 19 oktober 1978 och var suppleant i akademiens styrelse 1977–1982. I samband med Anderssons pensionering utgavs antologin Folkbildaren och utbildaren Bengt Andersson. Han blev teknologie hedersdoktor vid Högskolan i Luleå 1991.
Bengt Andersson är gravsatt i minneslunden på Örnäskyrkogården i Luleå.